# Szemere Huba
Szemerei Szemere Huba (Szabolcs, 1865. június 27. – 1925. augusztus 13.) földbirtokos, lapszerkesztő, országgyűlési képviselő. Szemere György regényíró testvéröccse.

## Élete
Szemere Ödön és csemiczei Csemiczky Sarolta fia. (Esküvőjükön 1862. október 28-án Pesten, a Deák téri evangélikus templomban tanúként jelen volt Madách Imre).
Középiskoláit otthon, az egyetemet Halleban végezte. Köz- és mezőgazdasági tanulmányok céljából beutazta Németországot, Franciaországot, Belgiumot, Hollandiát, Angliát és Dániát. Hazatérése után a gazdálkodás mellett az irodalommal foglalkozott. 1892-ben Zilah megválasztotta országgyűlési képviselőnek. Az ő indítványára alakította meg az országgyűlés a földművelésügyi bizottságot. Tagja volt a közgazdasági és a földművelési bizottságnak és többször felszólalt ezen ügyek érdekében. 1905-ben és 1906-ban Monor választotta meg képviselőül és újra tagja lett a közgazdasági bizottságnak, majd 1908-ban az ekkor alakult s az önálló magyar nemzeti bank előkészítésére kiküldött bizottságnak is. Tevékeny részt vett 1905-1906-ban a nemzeti ellenállás szervezésére alakult Pest vármegyei hatvanötös-bizottság működésében. Az alkotmányos időszak visszaálltával Pest vármegye meghívta állandó tagul a közigazgatási bizottságba és a központi választmányba. 1891-től Pest megyében, Gombán lakott és ott gazdálkodott.
Cikkeket írt, különösen köz- és mezőgazdaságiakat 1886-tól 1892-ig a Pesti Napló, Magyar Hirlap, Egyetértés, Magyar Föld, Gazdasági Lapok, Szántóvetők Lapja és Köztelek c. szaklapokba.

## Munkái
- A czukorrépa-termelés vezérfonala. Kiadta az erdélyi gazdasági egyesület. Kolozsvár, 1889.
- A czukorrépa és takarmányrépa jövedelmező termelése. Bpest, 1890.

Szerkesztette a Gazdasági Lapokat 1888-tól 1890-ig Budapesten.